# 伯恩斯 (亞利桑那州)
伯恩斯（英語：Burns）是位於美國亞利桑那州皮納爾縣的一個非建制地區。該地的面積和人口皆未知。

## 地理
伯恩斯的座標為33°00′46″N 111°50′03″W / 33.01278°N 111.83417°W，而該地的平均海拔高度為481米（即1578英尺）。